# Ludwigstraße (Bad Reichenhall)
Die Ludwigstraße ist eine Straße in der oberbayerischen Kurstadt Bad Reichenhall.

## Beschreibung

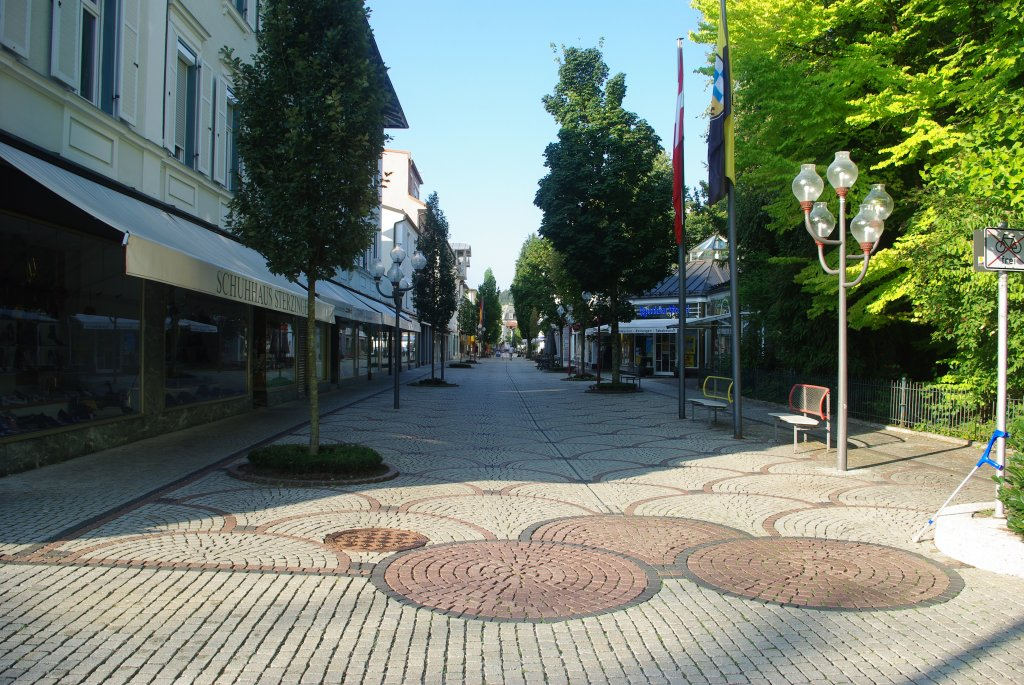
Fußgängerzone in der Ludwigstraße

Die Ludwigstraße ist nach König Ludwig I. benannt und bildet mit einem kleinen Teil der Salzburger Straße die erste Fußgängerzone in Bad Reichenhall, die zwischen 1974 und 1976 eingerichtet wurde. Zuvor war die Ludwigstraße mit Salzburger Straße, Salinenstraße und Kammerbotenstraße die Hauptverkehrsachse durch die Stadt.
Die Ludwigstraße beginnt als direkte Verlängerung der Salinenstraße auf Höhe von Ägidiplatz und Unterem Lindenplatz. Ab der Einmündung der Wisbacherstraße heißt sie Salzburger Straße.

## Geschichte

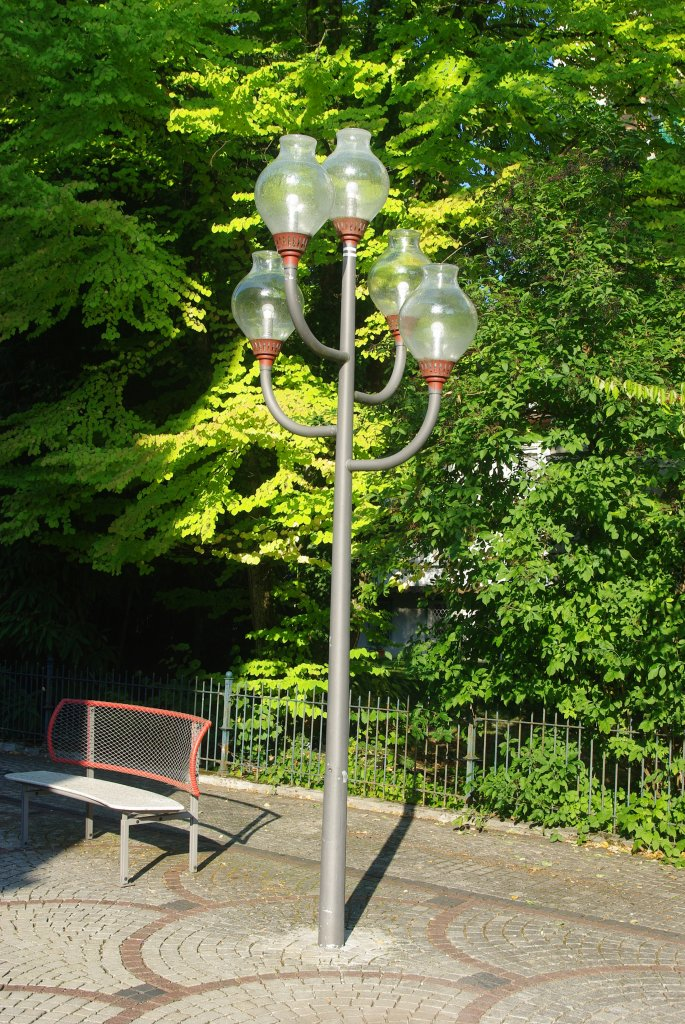
Jakobsleuchte in der Ludwigstraße

Ab etwa 1500 hieß die heutige Ludwigstraße Querkner-Gasse bzw. Gewerkengasse und später auch Gewerken-Straße. Anders als die heutige Gewerkengasse nördlich der Frühlingstraße, deren Name auf die handwerklichen Gewerke zurückgeht, die dort angesiedelt sind, hat die alte Bezeichnung der Ludwigstraße einen anderen Ursprung. Die Siedeherren hießen zu dieser Zeit Gewerke. Und eben diese wohlhabenden Familien ließen in der damaligen Gewerkengasse ihre repräsentativen Paläste errichten. Dieser Name hielt sich bis etwa 1900, danach wurde die Straße in Erinnerung an König Ludwig I. in Ludwigstraße umbenannt. Nach dem großen Stadtbrand von 1834 war Ludwig als Herrscher Bayerns treibende Kraft hinter dem Wiederaufbau der heutigen Alten Saline. Zudem stiftete er auch einen größeren Geldbetrag aus seinem eigenen Vermögen. Nach seinem Willen sollte damit die Saline auch einen repräsentativen Charakter erhalten und nach einem großzügigen geometrischen Plan aufgebaut werden. Auch die Gebäude in der heutigen Ludwigstraße wurden ein Raub der Flammen, die Bebauung der Ludwigstraße stammt deshalb ausschließlich aus der Zeit nach 1834.
1872 zog Joseph Mack mit der Kur-Apotheke, der ersten Apotheke in Bad Reichenhall, in das ehemalige Bauernbräu in der Ludwigstraße um. Die Apotheke befindet sich dort noch heute, das Gebäude und die Schaufenster mit den Schriftzügen in Russisch, Englisch und Französisch stehen heute unter Denkmalschutz.

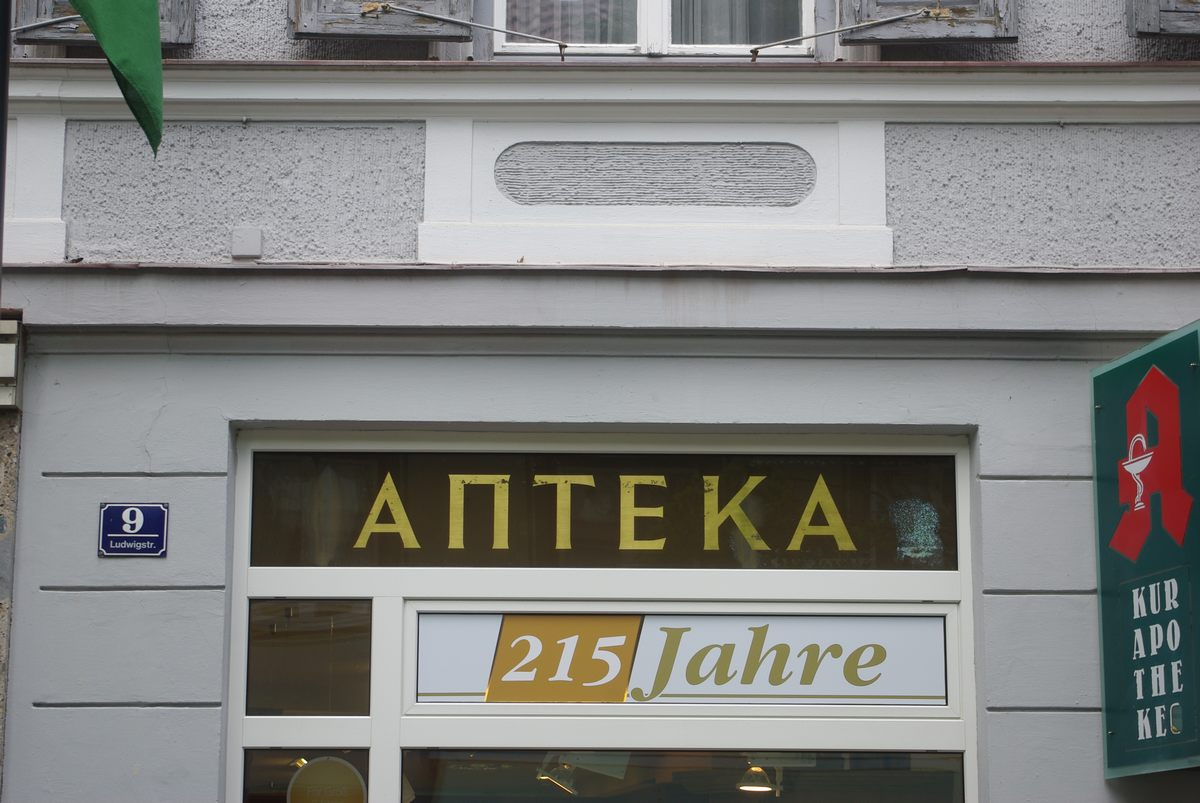
Beschriftung in Russisch,
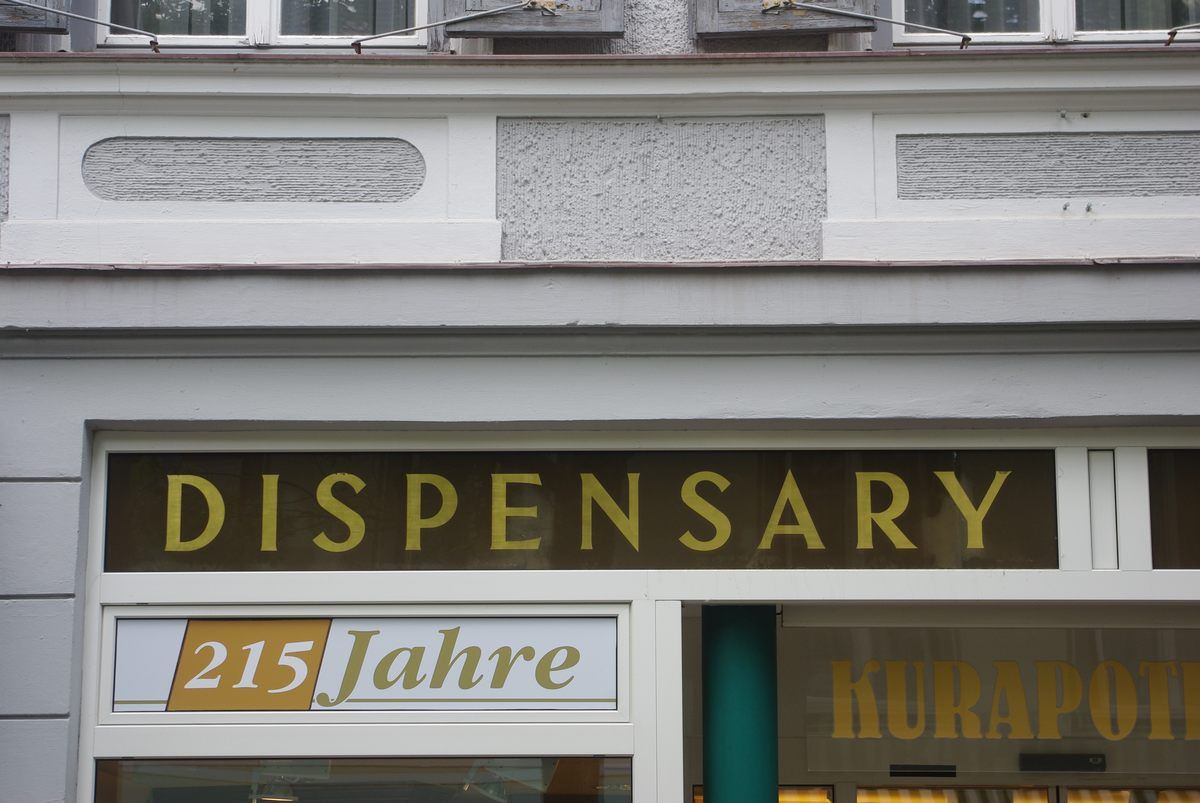
Englisch
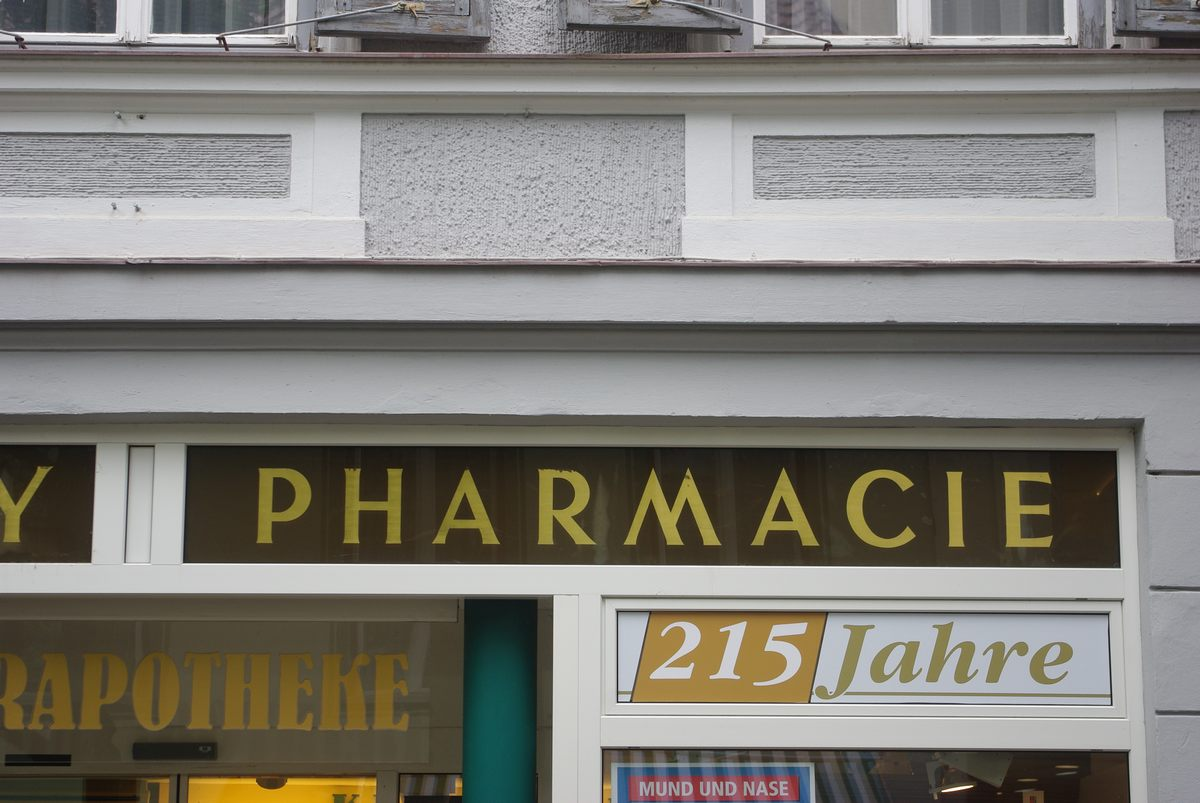
und Französisch

In den späten 1920er Jahren wurde die Ludwigstraße renoviert und gepflastert.
1936 übernahm der ursprünglich aus München stammende Konfiseur Reber das traditionsreiche Café Schiffmann in der Ludwigstraße. Das Stammhaus der Firma Reber mit Verwaltung und Café befindet sich heute noch dort, die Produktionsstätte wurde in den Jahren 1981 und 1982 in eine moderne Fabrik im Ortsteil Marzoll verlegt.
Beim Luftangriff auf Bad Reichenhall am 25. April 1945 wurden die Ludwigstraße und die dortigen Gebäude wenig in Mitleidenschaft gezogen. Lediglich die Häuser Ludwigstraße 12, 20, 24, 33 und 36 erlitten leichte Schäden.
Zwischen 1974 und 1976 wurden die Ludwigstraße und ein Teil der Salzburger Straße in eine Fußgängerzone umgewandelt. Bis auf einen kleinen Teil am Unteren Lindenplatz ist die gesamte Ludwigstraße heute Fußgängerbereich. Markant sind die sog. Jakobsleuchten, die sich überwiegend in der Fußgängerzone befinden. Diese wurden durch den damaligen Stadtbaurat Jakob entworfen. Für die Gestaltung der Fußgängerzone wurde Bad Reichenhall 1979 mit dem Europa-Nostra-Preis ausgezeichnet.

## Baudenkmäler
Fünf Baudenkmäler in der Ludwigstraße sind in die Denkmalliste eingetragen. Das Ensemble Alte Saline schließt westlich direkt an die Ludwigstraße an, das Ensemble Poststraße und das Ensemble Rathausplatz liegen nördlich bzw. nordwestlich in unmittelbarer Nähe der Ludwigstraße. Teile der Bad Reichenhaller Stadtmauer befanden sich im Bereich der heutigen Ludwigstraße, im Bereich der Heilingbrunnerstraße und des Kaiserplatzes sind noch Mauerreste erhalten.
| Adresse       | Name | Beschreibung | erbaut    | Lage | Bild |
| ------------- | --- | --- | --------- | ---- | ---- |
| Ludwigstr. 9  | Kur-Apotheke                                                                                            | Dreigeschossiger stattlicher Eckbau mit Walmdach, spätklassizistische Fassadengliederung. Mit erdgeschossigem Ladenanbau                       | nach 1835 | ▼    |      |
| Ludwigstr. 10 | Café Reber                                                                                              | Dreigeschossiger Walmdachbau, mit Neurenaissance-Putzgliederungen.                                                                             | 1861–1862 | ▼    |      |
| Ludwigstr. 12 | Wohn- und Geschäftshaus                                                                                 | Zweigeschossig mit Mezzanin, spätklassizistische Fassade mit reicher Gliederung.                                                               | 1868      | ▼    |      |
| Ludwigstr. 22 | Ehemaliges Zolleinnehmer-, Wacht- und Rathaus (bis 1851), dann erste Zeitungsdruckerei Bad Reichenhalls | Kubischer Eckbau im Stil der Maximilianszeit, heutige Fassade von 1856/57.                                                                     | nach 1834 | ▼    |      |
| Ludwigstr. 28 | Kurpension und Geschäftshaus                                                                            | Dreigeschossig, stuckierte Fassade, hölzerne vorkragende Hochlaube, Gusseisenbalkons und schmiedeeiserne Balkons im Jugendstil, 1863 und 1902. | nach 1835 | ▼    |      |